# Municipio de Thompson (Iowa)
El municipio de Thompson (en inglés: Thompson Township) es un municipio ubicado en el condado de Guthrie en el estado estadounidense de Iowa. En el año 2010 tenía una población de 623 habitantes y una densidad poblacional de 6,22 personas por km².

## Geografía
El municipio de Thompson se encuentra ubicado en las coordenadas 41°33′4″N 94°31′49″O / 41.55111, -94.53028. Según la Oficina del Censo de los Estados Unidos, el municipio tiene una superficie total de 100.14 km², de la cual 100,14 km² corresponden a tierra firme y (0 %) 0 km² es agua.

## Demografía
Según el censo de 2010, había 623 personas residiendo en el municipio de Thompson. La densidad de población era de 6,22 hab./km². De los 623 habitantes, el municipio de Thompson estaba compuesto por el 97,11 % blancos, el 1,61 % eran asiáticos y el 1,28 % eran de una mezcla de razas. Del total de la población el 1,44 % eran hispanos o latinos de cualquier raza.